# Дуб золотистий
Дуб золотистий (Quercus dalechampii) — вид рослин з родини букові (Fagaceae); поширений в Італії.

## Опис
Росте як велике дерево до 25 м заввишки. Кора дуже товста, глибоко борозниста, коричнева або чорнувата. Гілочки без волосся. Листки 6–15 × 4–10 см; нагадує Q. petraea, але листки більш тонкі й більш лопатеві (3–6 пар вузьких, неправильних, ± гострих часточок); основа округла або серцеподібна; без волосся зверху трохи запушені знизу; ніжка листка ± оголена, 1.5–3 см. Чоловіча квітка містить 8–10 тичинок; жіноча сережка містить 1–5 квіток. Жолудь 1.2–2.3 см завдовжки; укладений на 1/3–2/3 в чашечку.

## Середовище проживання
Вид розглядається як ендемік Італії, хоча повний ареал цього виду не ясний.
Росте в теплолюбних лісах.

## Використання
Немає інформації.

## Загрози
Немає інформації.